# Еј-Џеј Кук
Андреа Џој Кук (Ошава; 22. јул 1978), познатија као Еј-Џеј Кук, канадска је глумица. Најпознатија је по улози специјалне агенткиње Џенифер „Џеј Џеј“ Џаро у криминалистичкој драмској серији Злочиначки умови. Кук се такође појавила у филмовима Смрт недужних, Higher Ground, Ripper, Out Cold, Последња екскурзија 2, као и у серији Tru Calling.

## Рани живот
Кук је рођена у Ошави, у провинцији Онтарио, Канада. Већи део детињства провела је у оближњем Витбију, где је похађала средњу школу. Има троје браће и сестара: Нејтана, Пола и Анџелу.
У другом разреду основне школе, Кук је званично проглашена правно слепом због тешког облика астигматизма. Носила је контактна сочива и дебеле „кока-кола“ наочаре како би кориговала вид. Присећајући се детињства, изјавила је да су друга деца била „сурова“ и да „није могла ништа да види“, јер је све изгледало као „замућена мрља боја без облика“. Навела је да у тренутку постављања дијагнозе није добро напредовала у школи, па су многи мислили да има потешкоће у учењу, јер није могла да чита. У стварности, проблем је био у томе што није могла да види таблу, што ју је ометало у препознавању слова и учењу њихових звукова. Године 2007. оперативним уградњама сочива њен вид је коригован.
Кук је почела да се бави плесом са четири године, ићи на часове џеза, степа и балета. Изјавила је да ју је плес одржавао ангажованом током одрастања јер није морала да рецитује или чита. Такмичила се у плесу током више година, пре него што је са шеснаест одлучила да се опроба у глуми. Док је била млађа, подучавала је плес и навела да би, уколико није постала глумица, вероватно отворила сопствени мали плесни студио. У интервјуу је открила да и данас игра степ.

## Каријера
Кук је свој први посао добила 1997. године, када се појавила у реклами за Мекдоналдс. Уследиле су епизодне улоге у телевизијској серији Goosebumps и у два телевизијска филма, In His Father's Shoes и Elvis Meets Nixon. Филмску каријеру започела је 1999. године улогом једне од пет сестара Лисбон које извршавају самоубиство у филму Смрт недужних. Те исте године добила је главну улогу у телевизијској серији Higher Ground, у којој је тумачила лик Шелби Мерик, тинејџерке која се бори са злостављањем и емоционалним траумама у интернату за проблематичну омладину. Серија је трајала једну сезону и завршила се љубавном причом између Шелби и Скотa, кога је играо Хејден Кристенсен.
Након серије Higher Ground, Кук се појавила у телевизијском филму The Spiral Staircase (2000). Потом је добила главне улоге у више филмова, укључујући Out Cold, где је играла љубавни интерес Џејсона Лондона, као и у филмовима Ripper, I'm Reed Fish и Последња екскурзија 2. Године 2003. појавила се као гостујућа глумица у серији Ко жив, ко мртав, а потом и у првој сезони серије Tru Calling, где је тумачила лик Линдзи Вокер.
Од септембра 2005. године, Кук је почела да игра једну од својих најпознатијих улога, специјалну агенткињу Џенифер „Џеј Џеј“ Џаро у криминалистичкој драми Злочиначки умови, која се емитовала на каналу CBS. Дана 14. јуна 2010. објављено је да јој уговор неће бити продужен за шесту сезону, наводно због буџетских ограничења продукције. Међутим, након што су фанови емитовали на хиљаде писама и петиција продуцентима, вратила се у две епизоде како би се привео крају лик који је тумачила. Појавила се и у епизоди која је означила одлазак Паџет Брустер из серије. Бивши извршни продуцент серије, Ед Бернеро, касније је изјавио да су га једног дана CBS руководиоци позвали и захтевали да отпусти Кук и Брустер. Брустер је у посебном интервјуу навела да је разлог њиховог отпуштања био у томе што је „неко из CBS-а тражио нове жене“, и додала да финансије нису биле проблем, јер је њихова замена добијала дупло већу плату.
У априлу 2011. године објављено је да је Кук потписала уговор о повратку у серију Злочиначки умови на још две сезоне. Године 2013, заједно са колегиницом Керстен Вангснес, успела је да се избори за повећање плате, иако и даље нису достигле платну паритету са глумцима Метјуом Грејом Габлером и Шемаром Муром, чије су плате биле више од дупло веће. Године 2017. обе глумице су одбиле да потпишу нове уговоре све док не постигну једнаку плату са својим мушким колегама. На крају су успеле у томе и склопиле нове уговоре за повратак у серију.
Кук је наставила да тумачи лик Џеј Џеј све до краја серије 2020. године, након 15 сезона емитовања. По окончању серије одлучила је да направи паузу у глумачкој каријери. Године 2022. појавила се као гошћа у серији 9-1-1, а такође се вратила у оживљену верзију серије Злочиначки умови.

## Остали ангажмани
Године 2013. објављено је да је Кук ангажована као заштитно лице козметичког бренда Proactiv. Појавила се у јануарско-фебруарском издању магазина Maxim 2014. године, а исте године заузела је 88. место на листи Maxim Hot 100. Била је Grand Marshal трке STP 500 одржане 3. априла 2016. на стази Martinsville Speedway у Мартинсвилу, Вирџинија.

## Приватни живот
Кук је одрасла у Цркви Исуса Христа светаца последњих дана (мормонска црква), иако више није активна чланица. Такође, није ограничавала свој глумачки избор само на улоге које су у складу с веровањима те цркве. Дана 3. августа 2001. године, удала се за свог дугогодишњег дечка Нејтана Андерсена. Упознали су се на часу филма на Универзитету Јута Вали, након чега се Кук преселила у Солт Лејк Сити, Јута, да би била с њим. Живе у Лос Анђелесу, Калифорнија, са своја два сина.
У септембру 2008. године добили су првог сина, Мекаја Алана. Он се појављује у серији Злочиначки умови као Хенри Ламонтејн, син лика који тумачи Кук. Други син, Феникс Скај, рођен је у јулу 2015. године. Име су му дали јер су претходно добили медицинску информацију да не могу имати више деце, па је његов долазак био неочекиван, „појавио се ниоткуда, као феникс“. И он се појављује у серији Злочиначки умови, као Мајкл, други син Џеј Џеј.

## Филмографија

### Филмови
| Година | Назив                                  | Улога           | Напомене |
| ------ | -------------------------------------- | --------------- | -------- |
| 1997   | Laserhawk                              | лепа девојка #1 | [ 27 ]   |
| 1999   | Смрт недужних                          | Мери Лисбон     | [ 28 ]   |
| 1999   | Teen Sorcery                           | Дон             | видео    |
| 2001   | Ripper                                 | Моли Келер      | [ 30 ]   |
| 2001   | Wishmaster 3: Beyond the Gates of Hell | Дајана Колинс   | видео    |
| 2001   | Out Cold                               | Џени            | [ 32 ]   |
| 2002   | The House Next Door                    | Лори Петерсон   | [ 33 ]   |
| 2003   | Последња екскурзија 2                  | Кимберли Корман | [ 34 ]   |
| 2006   | I'm Reed Fish                          | Тереса          | [ 35 ]   |
| 2007   | Night Skies                            | Лили            | [ 36 ]   |
| 2008   | Misconceptions                         | Миранда Блис    | [ 37 ]   |
| 2010   | Mother's Day                           | Вики Рајс       | [ 38 ]   |
| 2012   | Least Among Saints                     | Шерил           | [ 39 ]   |
| 2013   | Wer                                    | Кејт Мур        | [ 40 ]   |
| 2019   | Back Fork                              | Нида            | [ 41 ]   |

### Телевизија
| Година               | Назив                                    | Улога           | Напомене                                                                  |
| -------------------- | ---------------------------------------- | --------------- | ------------------------------------------------------------------------- |
| 1997                 | Elvis Meets Nixon                        | хипи            | Телевизијски филм                                                         |
| 1997                 | In His Father's Shoes                    | Лиса            | Телевизијски филм                                                         |
| 1997                 | Goosebumps                               | Ким             | Епизода: Don't Wake Mummy                                                 |
| 1997                 | Psi Factor                               | Џил Старлинг    | Епизода: Second Sight/Chocolate Soldier                                   |
| 1998                 | Psi Factor                               | Ли Мејсон       | Епизода: Hell Week                                                        |
| 1999                 | Blue Moon                                | Алисон          | Телевизијски филм                                                         |
| 2000                 | The Spiral Staircase                     | локална девојка | Телевизијски филм                                                         |
| 2000                 | Higher Ground                            | Шелби Мерик     | Главна улога                                                              |
| 2000                 | First Wave                               | Линдзи Тилден   | Епизода: The Flight of Francis Jeffries                                   |
| 2003                 | Ко жив, ко мртав                         | Шарлот          | Епизода: Sunday Mornings                                                  |
| 2003                 | Tru Calling                              | Линдзи Вокер    | Главна улога у првој сезони (20 епизода)                                  |
| 2005                 | Bloodsuckers                             | Фиона           | Телевизијски филм                                                         |
| 2005–2020 2022–данас | Злочиначки умови                         | Џенифер Џеро    | Главна улога (сезоне 1-5, 7-данас) Гостујућа улога (сезона 6) 334 епизоде |
| 2006                 | Vanished                                 | Хоуп            | Телевизијски филм                                                         |
| 2011                 | Ред и закон: Одељење за специјалне жртве | др Деби Шилдс   | Епизода: Mask                                                             |
| 2011                 | Bringing Ashley Home                     | Либа            | Телевизијски филм                                                         |
| 2022                 | 9-1-1                                    | Кира            | Епизода: Boston                                                           |

### Режија
| Година | Назив            | Епизода                               |
| ------ | ---------------- | ------------------------------------- |
| 2019   | Злочиначки умови | Сезона 14, епизода 13: Chameleon      |
| 2023   | Злочиначки умови | Сезона 16, епизода 8: Forget Me Knots |
| 2024   | Злочиначки умови | Сезона 17, епизода 2: Contagion       |